# Dando caña
Dando caña es un programa de televisión producido por originalmente por el Grupo Intereconomía que se emitía de lunes a viernes, en Intereconomía Televisión de 13 a 15 horas. El formato se estrenó el 11 de enero de 2010 y finalizó, en su primera etapa, en diciembre de 2014. Desde, 2020 se emite en El Toro TV de lunes a viernes, de 12:00 a 14:00, presentado por Alba Vila.

## Formato
Se trataba de un espacio televisivo marcado por una línea editorial de tendencia conservadora.
De lunes a viernes, el programa estaba presentado por el periodista Javier Algarra, al que acompañaban cuatro contertulios de distintas ideologías políticas. Los sábados y domingos el programa estaba presentado por Gonzalo Bans. Cuando Javier Algarra se hizo cargo del programa El gato al agua tras la marcha de Antonio Jiménez, lo sustituyó Gonzalo Bans hasta la incorporación de este al equipo de El gato al agua como subdirector, momento en el que el programa pasó a ser presentado por Mar Mateos de lunes a viernes y por Noelia Atance los sábados y domingos. En su última etapa estuvo conducido por Xavier Horcajo.
Dando Caña fue el programa pionero en la utilización de las redes sociales en televisión. Durante su duración, los espectadores enviaban sus opiniones a través de las redes sociales Twitter y Facebook, que eran leídas por Alberto Mateos. También se hacían preguntas a los espectadores sobre los temas que se estaban debatiendo. Tras la marcha de Alberto Mateos a finales de diciembre de 2012, la sección fue conducida por Carlota Trías de Bes. 
A la vista del éxito que esta sección tenía en Dando Caña, se comenzó a usar en otros programas de la cadena, como en El Telediario de Intereconomía de la noche conducido por Juan Ignacio Ocaña y en las ediciones del El Telediario de Intereconomía del fin de semana.

## Origen de la expresión
El programa Dando Caña debía su nombre a la popular expresión española: "dar caña" que significa azuzar o espabilar. Además, el programa llevaba este nombre porque los invitados bebían cervezas, conocidas coloquialmente como "cañas". Otro motivo por el programa se llamaba Dando Caña es porque se emitía a la hora del aperitivo (hora de tomar unas cañas) y la mesa en la que debatía el presentador con los tertulianos tenía la forma de la barra de un bar.

## Colaboradores
En el programa participaban tertulianos de diferentes ideologías políticas, entre los que se encontraban:
- Román Cendoya
- Susana Burgos
- César Sinde
- Cristina Guerrero
- Eduardo García Serrano
- Xavier Horcajo
- Javier Gállego
- Sonsoles Calavera
- Alex Navajas
- Fernando Díaz Villanueva
- Juan Ignacio Ocaña
- Jesús Andrés
- Nicolás de Cárdenas
- Pablo Nieto
- Ana Pastor Julián
- Albert Rivera
- José Luis Roig
- Ramón Pi
- Alfonso Basallo
- José María Francás
- Carlos Esteban
- Juan Carlos García
- José Javier Esparza
- Amando de Miguel
- Cuca García de Vinuesa
- Telmo Aldaz de la Quadra
- Fernando Paz
- Mario Conde
- Alejo Vidal-Quadras
- Iván Espinosa de los Monteros
- Santiago Abascal
- Alfonso Rojo
- Ricardo Martín
- José Manuel Yáñez
- Alberto Sotillos
- Rubén Herrero de Castro
- Alejandro Vara
- Alex Navajas
- Kiko Méndez-Monasterio
- Francisco Pou
- Francisco de la Cigoña
- José Luis Roig
- Luis Pineda

## Audiencia
Han sido varios los momentos informativos en los que el programa Dando caña ha cosechado éxitos de audiencia. Uno de ellos fue el 30 de marzo de 2012, cuando Dando caña consiguió llegar al 8,5% de share en la Comunidad de Madrid, superando incluso a Telecinco.

## Premios
El presentador Javier Algarra recibió el 26 de mayo de 2012 en Ponferrada el Micrófono de Oro por el programa Dando caña. Además, Algarra atesora otras cuatro antenas de oro y otros premios, como el Zapping de Cataluña y el Micrófono de Plata de Murcia.

## Polémicas
La entrevista que realizó Javier Algarra en el programa Dando caña al político valenciano Alfons López Tena generó gran polémica a través de las redes sociales, ya que el político independentista decidió abandonar el plató de televisión tras enfrentarse a varias preguntas incómodas.